# Cliff Eidelman
Pour les articles homonymes, voir Eidelman.
Cliff Eidelman est un compositeur américain, né le 5 décembre 1964 à Los Angeles en Californie (États-Unis).

## Biographie
Ses musiques A Hero's Welcome et The Discovery du film Christophe Colomb : La Découverte (1992) ont été utilisées de 1995 à 2005 pour la file d'attente de l'attraction Space Mountain: de la terre à la lune au parc à thème Disneyland Paris.

## Compositions

### Cinéma
- 1989 : To Die For
- 1989 : Magdalene
- 1989 : Animal Behavior
- 1989 : Triumph of the Spirit
- 1990 : Les Fous de la pub (Crazy People)
- 1991 : Un crime dans la tête (Delirious)
- 1991 : Star Trek 6 : Terre inconnue (Star Trek VI: The Undiscovered Country)
- 1992 : Christophe Colomb : La découverte (Christopher Columbus : The Discovery)
- 1992 : En toute bonne foi (Leap of Faith)
- 1993 : Cœur sauvage (Untamed Heart)
- 1993 : Meteor Man
- 1994 : Copain, copine (My Girl 2)
- 1994 : Picture Bride
- 1994 : Un simple détour du destin (A Simple Twist of Fate)
- 1995 : Souvenirs d'un été (Now and Then)
- 1997 : L'Éducatrice et le tyran (The Beautician and the Beast)
- 1997 : Sauvez Willy 3 (Free Willy 3: The Rescue)
- 1998 : Montana
- 1998 : Contre-jour (One True Thing)
- 2000 : Des fleurs pour Harrison (Harrison's Flowers)
- 2001 : American Rhapsody (An American Rhapsody)
- 2001 : Ocean Men: Extreme Dive
- 2003 : Lizzie McGuire, le film (The Lizzie McGuire Movie)
- 2005 : Sexual Life
- 2005 : Quatre filles et un jean (The Sisterhood of the Traveling Pants)
- 2006 : Open Window
- 2009 : Ce que pensent les hommes (He's Just Not That Into You)
- 2012 : Miracle en Alaska (Big Miracle)

### Télévision
- 1989 : Dead Man Out (TV)
- 1990 : Judgment (TV)
- 1991 : Les Mamas en délire (Backfield in Motion) (TV)
- 1996 : Si les murs racontaient... (If These Walls Could Talk) (TV)
- 1999 : Témoin à charge (Witness Protection) (TV)

### Œuvres de concert
- Once Upon a Ruler, ballet
- Celebration Symphony Overture
- 1997 : The Tempest pour grand orchestre
- Wedding in the Night Garden pour orchestre à cordes et mezzo-soprano
- 2002 : Wedding in the Night Garden, version plus longue pour orchestre à cordes, chœur et mezzo-soprano
- 2013 : Five Tales pour piano seul
- 2013 : Symphony for Orchestra and Two Pianos